# História tradicional
Histórias tradicionais, ou histórias sobre tradições, diferem tanto da ficção como da não ficção, em que a importância de transmitir a cosmovisão da história é geralmente entendida como transcendendo uma necessidade imediata de estabelecer sua categorização como imaginária ou factual. Nos círculos acadêmicos da literatura, religião, história e antropologia, as categorias da história tradicional são terminologias importantes para identificar e interpretar histórias mais precisamente. Algumas histórias pertencem a várias categorias e outras não se enquadram em nenhuma.

## Anedota
Uma anedota é uma história curta e divertida ou interessante sobre um incidente biográfico. Pode ser tão breve quanto o cenário e a provocação de um bon mot (dito espirituoso). É sempre apresentada com base em um incidente real envolvendo pessoas reais, famosas ou não, geralmente em um lugar identificável; autêntico ou não, tem verossimilhança ou veracidade. Ao longo do tempo, a modificação na reutilização pode converter uma anedota em particular em uma peça de ficção, que é recontada, mas é "bom demais para ser verdade". Às vezes humorísticas, anedotas não são piadas, porque seu objetivo principal não é simplesmente evocar riso, mas revelar uma verdade mais geral do que o breve conto em si, ou delinear um traço institucional ou de caráter de tal forma que atinge em um lampejo de visão à própria essência. Novalis observou: "Uma anedota é um elemento histórico — uma molécula histórica ou epigrama." Um breve monólogo começando "Um homem aparece em um bar..." é uma piada. Outro monólogo começando "Uma vez John Edgar Hoover pipocou em um bar ..." é uma anedota. Está, portanto, mais próxima da tradição da parábola do que a fábula patentemente inventada com seus personagens animais e figuras humanas genéricas — mas é distinta da parábola na especificidade histórica que afirma.
São muitas vezes de natureza satírica. Sob o regime totalitário na União Soviética, numerosas anedotas políticas que circulavam na sociedade eram a única maneira de revelar e denunciar os vícios do sistema político e seus líderes. Ridicularizaram personalidades como Lenin, Khrushchev, Brezhnev e outros líderes soviéticos. Na Rússia contemporânea, há muitas anedotas sobre Vladimir Putin.
A palavra "anedota" (em grego: "inédito", literalmente "não dado") vem de Procópio de Cesareia, o biógrafo de Justiniano I, que produziu um trabalho intitulado Ἀνέκδοτα (Anekdota, várias vezes traduzido como Composições Inéditas ou História Secreta), que é principalmente uma coleção de incidentes curtos da vida privada da corte bizantina. Gradualmente, o termo passou a ser aplicado a qualquer conto curto utilizado para enfatizar ou ilustrar qualquer ponto que o autor desejasse fazer.

## Apólogo
Um apólogo (do grego ἀπόλογος, uma "afirmação" ou "explicação") é uma breve fábula ou história alegórica com detalhes apontados ou exagerados, destinada a servir como um veículo agradável a uma doutrina moral ou transmitir uma lição útil sem especificá-la explicitamente. É como uma parábola, exceto que contém elementos sobrenaturais como uma fábula, muitas vezes a personificação de animais ou plantas. Ao contrário de uma fábula, a moral é mais importante do que os detalhes narrativos. Como com a parábola, o apólogo é uma ferramenta de argumento retórico usada para convencer ou persuadir.
Entre os exemplos antigos e clássicos mais conhecidos estão os de Jotão no Livro dos Juízes (9: 7-15); "A Barriga e seus Membros", do patrício Agripa Menênio Lanato no segundo livro de Tito Lívio; e talvez o mais famoso de todos, os de Esopo. Exemplos modernos bem conhecidos desta forma literária incluem Animal Farm de George Orwell e as histórias do Coelho Brer derivadas de culturas africanas e cherokees, e gravado e sintetizado por Joel Chandler Harris. O termo é aplicado mais particularmente a uma história em que os atores ou oradores são ou vários tipos de animais ou objetos inanimados. Um apólogo distingue-se de uma fábula, na medida em que há sempre algum sentido moral presente no primeiro, que não precisa existir no último. É geralmente dramático, e tem sido definido como "uma sátira em ação".

## Romance de cavalaria
Como um gênero literário de alta cultura, o romance cavalheiresco é um estilo de prosa heroica e narrativa de verso que era popular nos círculos aristocráticos da Alta Idade Média e Europa moderna. Eram histórias fantásticas sobre aventuras cheias de maravilhas, muitas vezes de um cavaleiro errante retratado tendo qualidades heroicas, que vai em uma missão. A literatura popular também se baseava em temas de romance, mas com uma intenção irônica, satírica ou burlesca. Romances retrabalharam lendas, contos de fadas e história para satisfazer os gostos dos leitores e dos ouvintes, mas por volta de 1600 estavam fora de moda, e Miguel de Cervantes famosamente os satirizou em seu romance Dom Quixote. Ainda assim, a imagem moderna de "medieval" é mais influenciada pelo romance do que por qualquer outro gênero medieval, e a palavra medieval invoca cavaleiros, donzelas angustiadas, dragões e outros temas românticos.

## Mito de criação

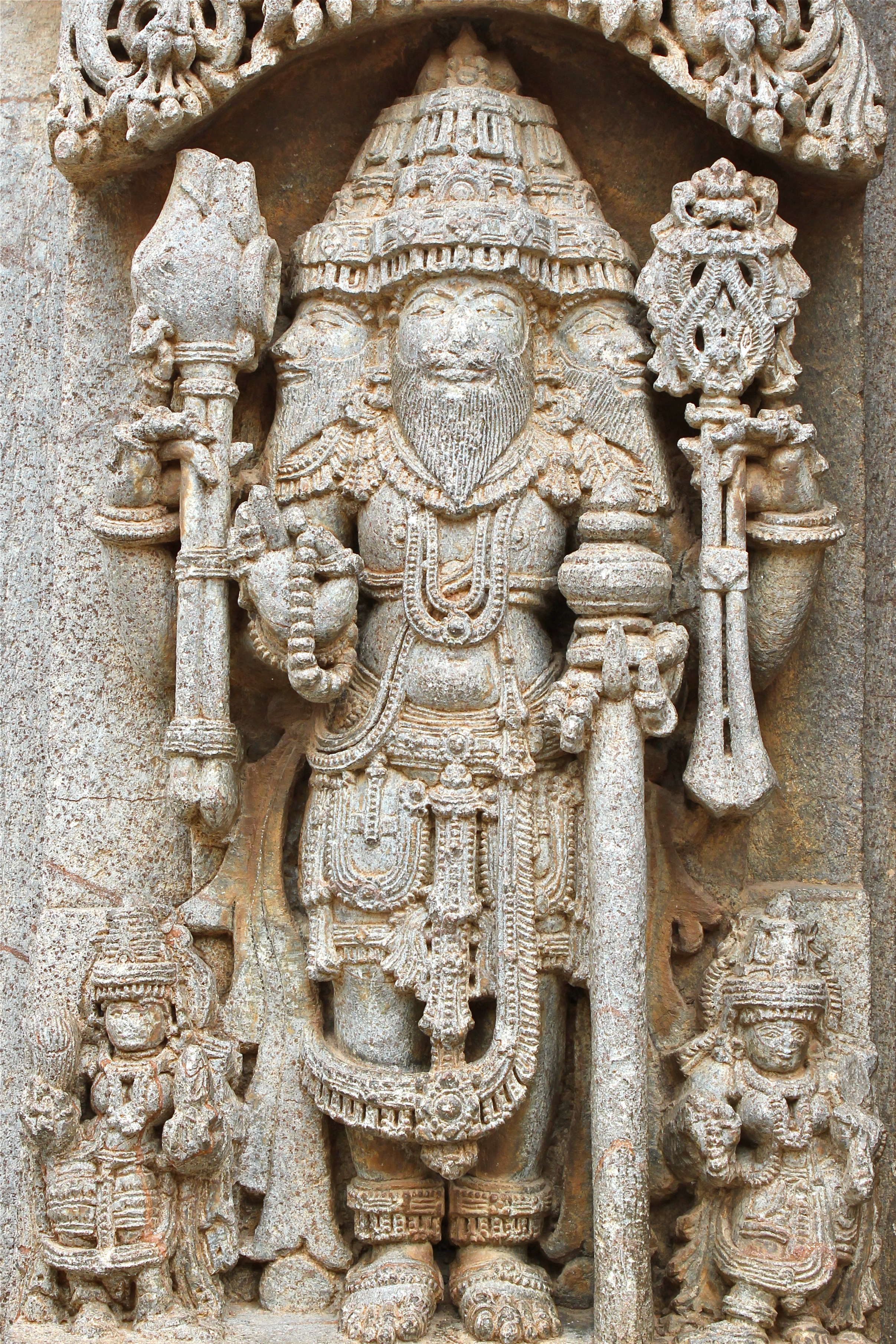
Brama, o deus criador no hinduísmo

Um mito de criação é uma narrativa simbólica de como o mundo começou e como as pessoas passaram a habitá-lo. Eles se desenvolvem em tradições orais e, portanto, tipicamente têm múltiplas versões; são a forma mais comum de mito encontrada em toda a cultura humana. Na sociedade em que é contado, um mito da criação é geralmente considerado como carregado de verdades profundas, metaforicamente, simbolicamente e, por vezes, mesmo em um sentido histórico ou literal. São comumente, embora nem sempre, considerados mitos cosmogônicos — ou seja, eles descrevem a ordenação do cosmos de um estado de caos ou amorfismo.
Mitos de criação muitas vezes compartilham uma série de características. Muitas vezes são considerados relatos sagrados e podem ser encontrados em quase todas as tradições religiosas conhecidas. São todas histórias com um enredo e personagens que são divindades, figuras humanas ou animais, que muitas vezes falam e se transformam facilmente. São muitas vezes definidos em um passado sombrio e inespecífico, o que o historiador da religião Mircea Eliade chamou de in illo tempore ("naquele tempo"). Além disso, todos os mitos de criação falam de questões profundamente significativas da sociedade que as compartilha, revelando sua cosmovisão central e o arcabouço para a auto-identidade da cultura e do indivíduo em um contexto universal.

## Mito etiológico
Um mito etiológico, ou mito de origem, é um mito destinado a explicar as origens de práticas de cultos, fenômenos naturais, nomes próprios e similares, ou criar uma história mítica para um lugar ou família. Por exemplo, o nome Delfos e sua deidade associada, Apollon Delphinios, são explicados no Hino Homérico que conta como Apolo levou os cretenses sobre o mar em forma de golfinho (delphis) para torná-los seus sacerdotes. Enquanto Delfos está relacionada com a palavra delphus ("ventre"), muitos mitos etiológicos são similarmente baseados na etimologia popular (o termo "Amazonas", por exemplo). Na Eneida (publicada por volta de 17 a.C.), Virgílio reivindica a linhagem da família Júlia de Augusto César do herói Eneias através de seu filho Ascânio, também chamado Iulo. A história do truque de sacrifício de Prometeu na Teogonia de Hesíodo relata como enganou Zeus na escolha dos ossos e da gordura do primeiro animal sacrificado em vez da carne para justificar por que, após um sacrifício, os gregos ofereceram os ossos envoltos em gordura aos deuses enquanto mantinham a carne para si mesmos.

## Fábula
Uma fábula, como gênero literário, é uma história de ficção sucinta, em prosa ou verso, que apresenta animais, criaturas míticas, plantas, objetos inanimados ou forças da natureza que são antropomorfizadas (dadas as qualidades humanas), e que ilustra uma lição de moral (uma "moral"), que pode, no final, ser expressa explicitamente em uma máxima rotineira.
Uma fábula difere de uma parábola na medida em que exclui animais, plantas, objetos inanimados e forças da natureza como atores que assumem a fala e outros poderes da humanidade.
O uso nem sempre foi tão claramente distinto. Na Bíblia do Rei Jaime do Novo Testamento, "μύθος" ("mythos") foi traduzido pelos tradutores como "fábula" em Primeiro e Segundo Timóteo, em Tito e em Primeira Epístola de Pedro.

## Factoide
Um factoide é uma declaração questionável ou espúria (não verificada, falsa ou fabricada) apresentada como um fato, mas sem veracidade. A palavra também pode ser usada para descrever um fato particularmente insignificante ou novo, na ausência de um contexto relevante. A palavra é definida pelo Compact Oxford English Dictionary como "um item de informação não confiável que é repetido tantas vezes que se torna aceito como fato".
Foi cunhado por Norman Mailer em sua biografia de Marilyn Monroe publicada em 1973. Mailer descreveu um factoide como "fatos que não têm existência antes de aparecer em uma revista ou jornal", e criou a frase combinando a palavra facto e o fim -oide para significar "semelhante, mas não o mesmo". O The Washington Times descreveu a nova palavra de Mailer como referindo-se a "algo que parece um fato, pode ser um fato, mas na verdade não é um fato".

## Contos de fadas
Um conto de fadas é um tipo de conto que apresenta tipicamente personagens folclóricos da fantasia, tais como fadas, goblins, elfos, trolls, anões, gigantes, sereias ou gnomos, e geralmente mágica ou encantamentos. No entanto, apenas um pequeno número de histórias se referem a fadas. As histórias podem, no entanto, ser distinguidas de outras narrativas folclóricas, como as lendas (que geralmente envolvem crença na veracidade dos eventos descritos) e explicitamente contos morais, incluindo fábulas de bestas.
Em contextos menos técnicos, o termo também é usado para descrever algo abençoado com felicidade incomum, como em "finais de contos de fadas" (um final feliz) ou "romance de conto de fadas" (embora nem todos os finais desse gênero são feliz). Coloquialmente, um "conto de fadas" ou "história de fadas" também pode significar qualquer história rebuscada ou conto alto.
Nas culturas onde demônios e bruxas são percebidos como reais, os contos de fadas podem fundir-se em lendas, onde a narrativa é percebida tanto pelo narrador quanto pelos ouvintes como fundamentada na verdade histórica. No entanto, ao contrário de lendas e épicos, eles geralmente não contêm mais do que referências superficiais à religião e lugares reais, pessoas e eventos; ocorrem "era uma vez" em vez de tempos reais.
Os contos de fadas são encontrados em forma oral e literária. A história é particularmente difícil de delinear, porque só as formas literárias podem sobreviver. Ainda assim, a evidência de obras literárias, pelo menos, indica que os contos de fadas têm existido por milhares de anos, embora talvez não reconhecido como um gênero; o nome "conto de fadas" foi atribuído inicialmente por Madame d'Aulnoy no final do século XVII. Muitas das obras de hoje evoluíram de histórias centenárias que apareceram, com variações, em várias culturas ao redor do mundo. Contos de fadas, e obras derivadas desse gênero, ainda são escritos hoje.

## Folclore

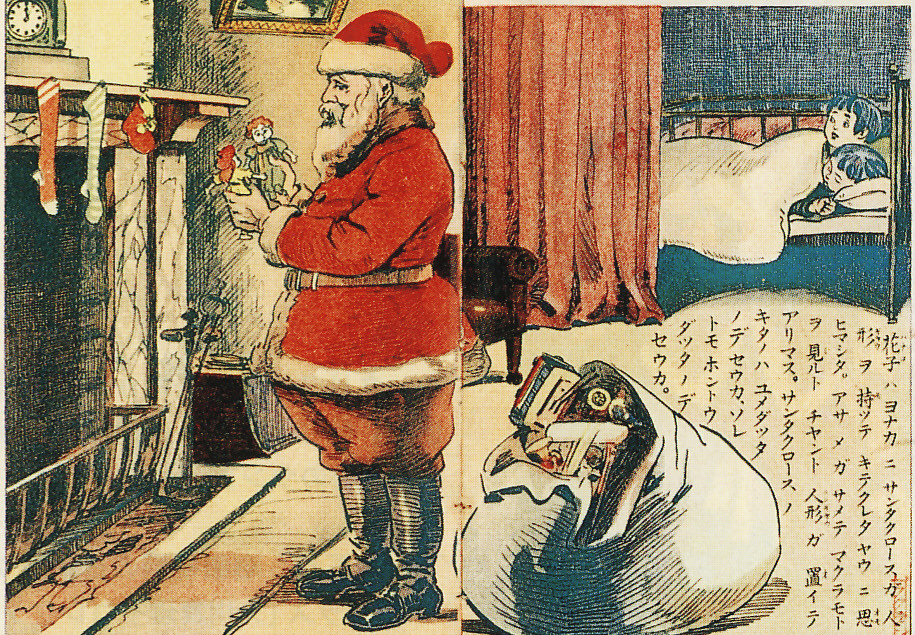
Papai Noel no Japão, 1914

Folclore (ou conhecimento) consiste em lendas, músicas, história oral, provérbios, piadas, crenças populares, contos de fadas, narrativas, contos altos e costumes que são as tradições de uma cultura, subcultura ou grupo. É também o conjunto de práticas pelas quais esses gêneros expressivos são compartilhados. O estudo do folclore é às vezes chamado de folclorismo. A palavra "folclore" foi usada pela primeira vez pelo antiquário inglês William Thoms em uma carta publicada no jornal de Londres The Athenaeum em 1846. No uso, há um contínuo entre folclore e mitologia. Stith Thompson fez uma grande tentativa de indexar os assuntos do folclore e da mitologia, fornecendo um esboço em que novos assuntos podem ser colocados, e os estudiosos podem acompanhar todos os assuntos mais antigos.
O folclore pode ser dividido em quatro áreas de estudo: artefato (como bonecos de vodu), entidade descrita e transmissível (tradição oral), cultura e comportamento (rituais). Estas áreas não estão sozinhas, no entanto, como muitas vezes um determinado item ou elemento pode caber em mais de uma dessas áreas.

## Folclorismo
Folclorismo, ou folclorística, é o termo preferido pelos acadêmicos para descrever a disciplina formal e acadêmica dedicada ao estudo do folclore. O termo em si deriva da palavra alemã do século XIX folkloristik (isto é, folclore). Em última análise, o termo folclorística é usado para distinguir entre os materiais estudados, folclore, e o estudo do folclore, folclorismo. No uso acadêmico, a folclorística representa uma ênfase nos aspectos sociais contemporâneos da cultura expressiva, em contraste com o estudo mais literário ou histórico dos textos culturais.

## História de fantasma
Uma história de fantasma pode ser qualquer peça de ficção, drama ou relato de uma experiência, que inclua um fantasma, ou simplesmente toma como premissa a possibilidade de crença em fantasmas ou personagens neles. Coloquialmente, o termo pode se referir a qualquer tipo de história assustadora. Em um sentido mais restrito, a história de fantasmas foi desenvolvida como um formato de conto, dentro da ficção de gênero. É uma forma de ficção sobrenatural e especificamente de ficção do estranho, e é muitas vezes uma história de horror. Enquanto histórias de fantasmas muitas vezes são explicitamente destinadas a ser assustadoras, foram escritas para servir todos os tipos de propósitos, de comédia aos contos de moralidade. Fantasmas muitas vezes aparecem na narrativa como sentinelas ou profetas das coisas por vir. Quaisquer que sejam seus usos, está em algum formato presente em todas as culturas ao redor do mundo, e pode ser transmitida oralmente ou por escrito.

## Piada
Uma piada é algo falado, escrito ou feito com intenção humorística. Podem ter muitas formas diferentes, por exemplo, uma única palavra ou um gesto (considerado em um contexto particular), uma pergunta-resposta ou um conto inteiro. A palavra tem uma série de sinônimos.

## Lenda

D. Sebastião, que regressará para ajudar Portugal nas suas horas mais sombrias

Uma lenda (latim, legenda, "coisas a serem lidas") é uma narrativa de ações humanas que são percebidas por ambos narrador e ouvintes tendo lugar dentro da história humana e possuindo certas qualidades que dão ao conto a verossimilhança. Lenda, para seus participantes ativos e passivos não inclui acontecimentos que estejam fora do âmbito da "possibilidade", definido por um conjunto altamente flexível de parâmetros, que podem incluir milagres que são percebidos como algo que realmente aconteceu, dentro da tradição específica de doutrinação onde a lenda se origina, e dentro do qual pode ser transformada ao longo do tempo, a fim de mantê-la fresca e vital, e realista.
Os Irmãos Grimm definiram a lenda como um conto popular historicamente fundamentado. A definição profissional de lenda de um folclorista moderno foi proposta por Timothy R. Tangherlini em 1990:
A lenda, tipicamente, é uma narrativa historicizada, (mono-) episódica, tradicional, altamente eco-tipificada curta realizada em um modo conversacional, refletindo a nível psicológico uma representação simbólica da crença popular e das experiências coletivas e servindo como reafirmação dos valores comuns do grupo cuja tradição pertence.

## Mito fundador
Um mito fundador é um mito que pretende descrever a origem de alguma característica do mundo natural ou social. Um tipo de mito de origem é o mito cosmogônico, que descreve a criação do mundo. No entanto, muitas culturas têm histórias estabelecidas após o mito cosmogônico, que descrevem a origem de fenômenos naturais e das instituições humanas dentro de um universo preexistente.

## Mitologia

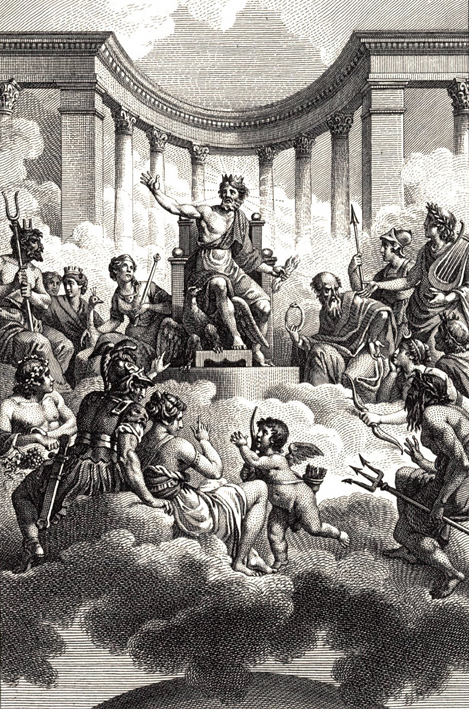
Os Doze Deuses Olímpicos, por Nicolas-André Monsiau

O termo "mitologia" pode se referir ao "estudo de mitos", ou a "um corpo ou coleção de mitos". Como exemplos, a mitologia comparada é o estudo de conexões entre mitos de diferentes culturas, considerando que a mitologia grega é o corpo de mitos da Grécia Antiga. No campo do folclorismo, um mito é definido como uma narrativa sagrada explicando como o mundo e a humanidade vieram a estar em sua forma atual e como os costumes, instituições e tabus foram estabelecidos. Muitos estudiosos em outros campos usam o termo "mito" de maneiras um pouco diferente. Em um sentido muito amplo, a palavra pode se referir a qualquer história que se origina dentro das tradições.

## Tradição oral
Tradição oral e conhecimento oral é o material cultural e tradição transmitida oralmente de uma geração para outra. As mensagens ou testemunhos são verbalmente transmitidos em voz ou canção e podem assumir a forma, por exemplo, de contos populares, ditos, baladas, canções ou cantos. Desta forma, é possível para uma sociedade transmitir a história, literatura, e a lei oral, e outros conhecimentos através de gerações sem um sistema de escrita.
Uma definição mais restrita da tradição oral às vezes é apropriada. Os sociólogos também podem enfatizar a exigência de que o material seja mantido em comum por um grupo de pessoas, ao longo de várias gerações, e possa distinguir a tradição oral do testemunho ou da história oral. De um modo geral, "tradição oral" refere-se à transmissão de material cultural por meio da expressão vocal, e foi por muito tempo um descritor-chave do folclore (critério que já não é rigidamente mantido por todos os folcloristas). Como uma disciplina acadêmica, refere-se tanto a um conjunto de objetos de estudo e um método pelo qual eles são estudados — o método pode ser chamado várias vezes de "teoria tradicional oral", "teoria da composição oral-fórmica" e a "teoria Parry-Lord" (em memória de dois de seus fundadores). O estudo da tradição oral é distinto da disciplina acadêmica da história oral, que é a gravação de memórias pessoais e histórias daqueles que experimentaram eras ou eventos históricos. É também distinto do estudo da oralidade, que pode ser definido como pensamento e sua expressão verbal em sociedades onde as tecnologias de alfabetização (especialmente escrita e impressão) são desconhecidas para a maioria da população.

## Parábola

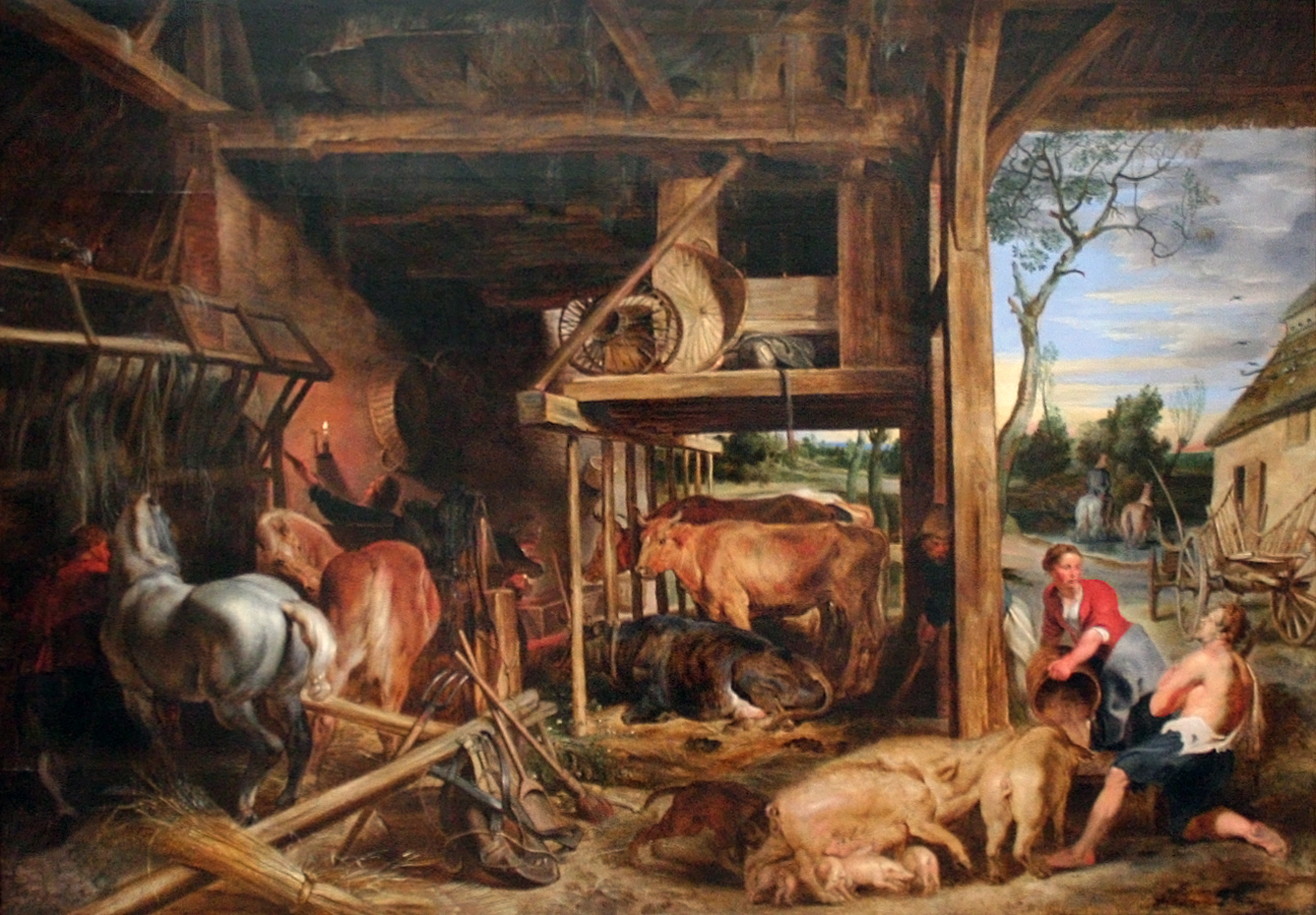
Filho Pródigo, por Peter Paul Rubens

Uma parábola é uma história sucinta, em prosa ou verso, que ilustra um ou mais princípios ou lições morais, religiosas, instrutivas ou normativas. Difere de uma fábula que usa animais, plantas, objetos inanimados e forças da natureza como atores que assumem a fala e outros poderes da humanidade, enquanto as parábolas geralmente apresentam personagens humanos. É um tipo de analogia.
Alguns estudiosos dos evangelhos canônicos e do Novo Testamento aplicam o termo "parábola" apenas às parábolas de Jesus, embora essa não seja uma restrição comum do termo. Parábolas como a do "Filho Pródigo" são fundamentais para o método de ensino de Jesus, tanto nas narrativas canônicas quanto nas apócrifas.

## Mito político
Um mito político é uma explicação ideológica para um fenômeno político que é acreditado por um grupo social.
Em 1975, Henry Tudor o definiu no Mito Político publicado por Macmillan. Ele disse
| “ | Um mito é uma interpretação do que o criador de mitos (com ou sem razão) considera ser um fato duro. É um dispositivo que os homens adotam para enfrentar a realidade; e podemos dizer que um determinado relato é um mito, não pela quantidade de verdade que ele contém, mas pelo fato de que se acredita ser verdadeiro, e acima de tudo, pela forma dramática em que é apresentado (...) o que marca um mito como sendo político é o seu tema (...) Mitos políticos lidam com política (...) Um mito político é sempre o mito de um grupo particular. Tem um herói ou protagonista, não um indivíduo, mas uma tribo, uma nação, uma raça, uma classe ... [e] é sempre o grupo que atua como protagonista de um mito político. | ” |

Em 2001, Christopher G. Flood descreveu uma definição de trabalho de um mito político como
| “ | uma narrativa marcada ideologicamente que pretende dar um verdadeiro relato de um conjunto de acontecimentos políticos passados, presentes ou previstos e que é aceito como válido em seu essencial por um grupo social. | ” |

## Conto alto
Um conto alto é uma história com elementos inacreditáveis, como se fosse verdadeira e factual. Algumas dessas histórias são exageros de eventos reais, por exemplo, histórias de peixes como, "Esse peixe era tão grande, por isso, eu digo, quase afundou o barco quando eu puxei!" Outros contos altos são contos de ficção inteiramente ajustados em um cenário familiar, como o campo europeu, o Velho Oeste americano, o Noroeste Canadense, ou o início da Revolução Industrial.

## Lenda urbana
Uma lenda, mito, conto urbano ou lenda contemporânea é uma forma de folclore moderno que consiste em histórias que podem ou não ter sido cridas por seus narradores como verdadeiras. Como com todo folclore e mitologia, a designação não sugere nada sobre a veracidade da história, mas meramente que ela está em circulação, apresentando variações ao longo do tempo e carregando algum significado que motiva a comunidade na sua preservação e propagação.
Apesar de seu nome, uma lenda urbana não se origina necessariamente em uma área urbana. Pelo contrário, o termo é usado para diferenciar a lenda moderna do folclore tradicional nos tempos pré-industriais. Por esta razão, sociólogos e folcloristas preferem o termo lenda contemporânea.
As lendas urbanas são por vezes repetidas em notícias e, nos últimos anos, distribuídas por e-mail. Pessoas frequentemente alegam que tais histórias aconteceram a um "amigo de um amigo"; tantas vezes, na verdade, que o "amigo de um amigo" tornou-se um termo comumente usado ao relatar esse tipo de história.
Algumas lendas urbanas passaram ao longo dos anos com apenas pequenas alterações para se adequar às variações regionais. Um exemplo é a história de uma mulher morta por aranhas que aninham em seu penteado elaborado. Lendas mais recentes tendem a refletir as circunstâncias modernas, como a história de pessoas emboscadas, anestesiadas e despertando com um rim a menos, que foi removido cirurgicamente para transplante (uma história que os folcloristas chamam de "The Kidney Heist").